# C1 domen
C1 domen (domen vezivanja forbol estaradiacilglicerola) vezuje važan sekundarni glasnik diacilglicerol (DAG), kao i analogne forbolne estere. Forbolni estri mogu da direktno stimulišu proteinsku kinazu C, PKC. N-terminal region PKC-a, poznat kao C1, je prikazan.
Forbolni esteri (poput PMA) su analozi DAG-a i potentni promoteri tumora koji uzrokuju mnoštvo fizioloških promena kad se administiraju u ćelije i tkiva. DAG aktivira familiju serin/treonin proteinskih kinaza, kolektivno poznatih kao proteinska kinaza C (PKC). Forbolni estri modu da direktno stimulišu PKC.

## Ljudski proteini koji sadrže C1 domen
-{AKAP13;    ARAF;      ARHGAP29;  ARHGEF2;   BRAF;      CDC42BPA;  CDC42BPB;  CDC42BPG;
CHN1;      CHN2;      CIT;       DGKA;      DGKB;      DGKD;      DGKE;      DGKG;
DGKH;      DGKI;      DGKK;      DGKQ;      DGKZ;      GMIP;      HMHA1;     KSR1;
KSR2;      MYO9A;     MYO9B;     PDZD8;     PRKCA;     PRKCB1;    PRKCD;     PRKCE;
PRKCG;     PRKCH;     PRKCI;     PRKCN;     PRKCQ;     PRKCZ;     PRKD1;     PRKD2;
PRKD3;     RACGAP1;   RAF1;      RASGRP;    RASGRP1;   RASGRP2;   RASGRP3;   RASGRP4;
RASSF1;    RASSF5;    ROCK1;     ROCK2;     STAC;      STAC2;     STAC3;     TENC1;
UNC13A;    UNC13B;    UNC13C;    VAV1;      VAV2;      VAV3;
}-

## Spoljašnje veze
- orijentacija proteina u membranama families/superfamily-63 -